# Zadní svodnice
Zadní svodnice je menší vodní tok ve Východolabské tabuli, pravostranný přítok Lodrantky v okrese Pardubice v Pardubickém kraji. Délka toku měří 1 km, plocha povodí činí 2,29 km².

## Průběh toku
Potok pramení pod železniční tratí Chrudim – Borohrádek severně od centra Dolní Rovně v nadmořské výšce 232 metrů. Potok zprvu teče západním směrem, u místní průmyslové zóny se stáčí k jihozápadu. Před svým ústím do Lodrantky zprava přijímá 2 km dlouhý bezejmenný vodní tok a podtéká silnici II/322. Zadní svodnice se v Dolní Rovni zprava vlévá do Lodrantky v nadmořské výšce 228 metrů.